# Abdelilah Hafidi
Abdelilah Hafidi (* 30. Januar 1992 in Boujad) ist ein marokkanischer Fußballspieler. Er steht seit 2011 bei Raja Casablanca unter Vertrag und ist marokkanischer Nationalspieler.

## Karriere

### Verein
Als Jugendlicher war Hafidi bei Raja Casablanca aktiv. 2011 stieg er von der Jugendmannschaft zur A-Mannschaft auf.

### Nationalmannschaft
Im Januar 2013 wurde Hafidi für die Afrikameisterschaft 2013 in den Kader der marokkanischen A-Nationalmannschaft berufen. Am 27. Januar 2013 gab er beim 2:2-Unentschieden gegen Gastgeber Südafrika sein Debüt in der marokkanischen Auswahl. Er wurde bei diesem dritten Spiel der Gruppenphase in der 53. Minute eingewechselt und erzielte in der 82. Minute sein erstes Tor zum zwischenzeitlichen 2:1 für Marokko.